# Adam Fastnacht

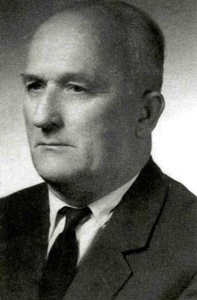
Adam Fastnacht

Adam Fastnacht (* 27. Juli 1913 in Sanok; † 16. Februar 1987 in Wrocław) war ein polnischer Historiker, Forscher der Siedlungsgeschichte des Sanoker Landes sowie der Stadt Sanok und langjähriger Kurator des Ossolineums.

## Werdegang
Adam Fastnacht stammte aus einer im Zuge der Josephinischen Kolonisation zugewanderten Familie. In den Jahren 1923 bis 1931 besuchte er das Königin-Sophia-Gymnasium Sanok. Er studierte an der Universität Lwowski (heute Nationale Iwan-Franko-Universität Lwiw). Schon in den Jahren 1937 bis 1939 arbeitete er an der Doktorarbeit über die Siedlungsgeschichte des Sanoker Landes. Das 1962 veröffentlichte Werk wurde bis heute von anderen Forschern als Denkansatz aller Forschungen in diesem Bereich anerkannt.
Im Zweiten Weltkrieg diente er mit seinem Bruder Marian in der polnischen Heimatarmee. Nach dem Krieg promovierte er an der Jagiellonen-Universität in Krakau. Danach arbeitete Fastnacht im Ossolineum in Wrocław (Breslau) und an der Universität Breslau.

## Werke (Auswahl)
- Osadnictwo ziemi sanockiej w latach 1340–1650, Wrocław 1962
- Dzieje Leska do 1772 roku, Rzeszów 1988, ISBN 83-03-02376-4
- Sanok. Materiały do dziejów miasta do XVII wieku, Opracował prof. Feliks Kiryk, Brzozów 1990
- Średniowieczne osadnictwo w regionie brzozowskim, in: Brzozów: zarys monograficzny, Brzozów 1990
- Słownik historyczno-geograficzny ziemi sanockiej w średniowieczu, Cz. 1: A–I, Brzozów 1991, ISBN 83-900130-8-8
- Słownik historyczno-geograficzny ziemi sanockiej w średniowieczu, Cz. 2: J–N, Brzozów – Wzdów – Rzeszów 1998, ISBN 83-900130-8-8
- Słownik historyczno-geograficzny ziemi sanockiej w średniowieczu, Cz. 3: O–Z, Kraków 2002, ISBN 83-88385-14-3